# Atentado de la Plaza Real

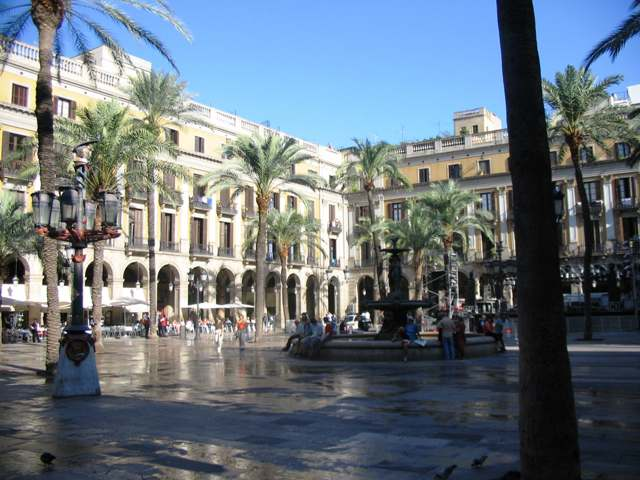
Plaza Real de Barcelona.

El atentado de la Plaza Real tuvo lugar en Barcelona (España) el 9 de febrero de 1892. A las siete y media de la tarde estalló una bomba colocada en uno de los macizos de jardinería matando a una persona e hiriendo a otras. El autor o autores no fueron encontrados por la policía. El atentado se produjo la víspera de la ejecución en Jerez de la Frontera de cuatro anarquistas y se inscribe en la oleada de terrorismo anarquista de la propaganda por el hecho que asoló Barcelona en la década de los noventa del siglo XIX.

## Antecedentes

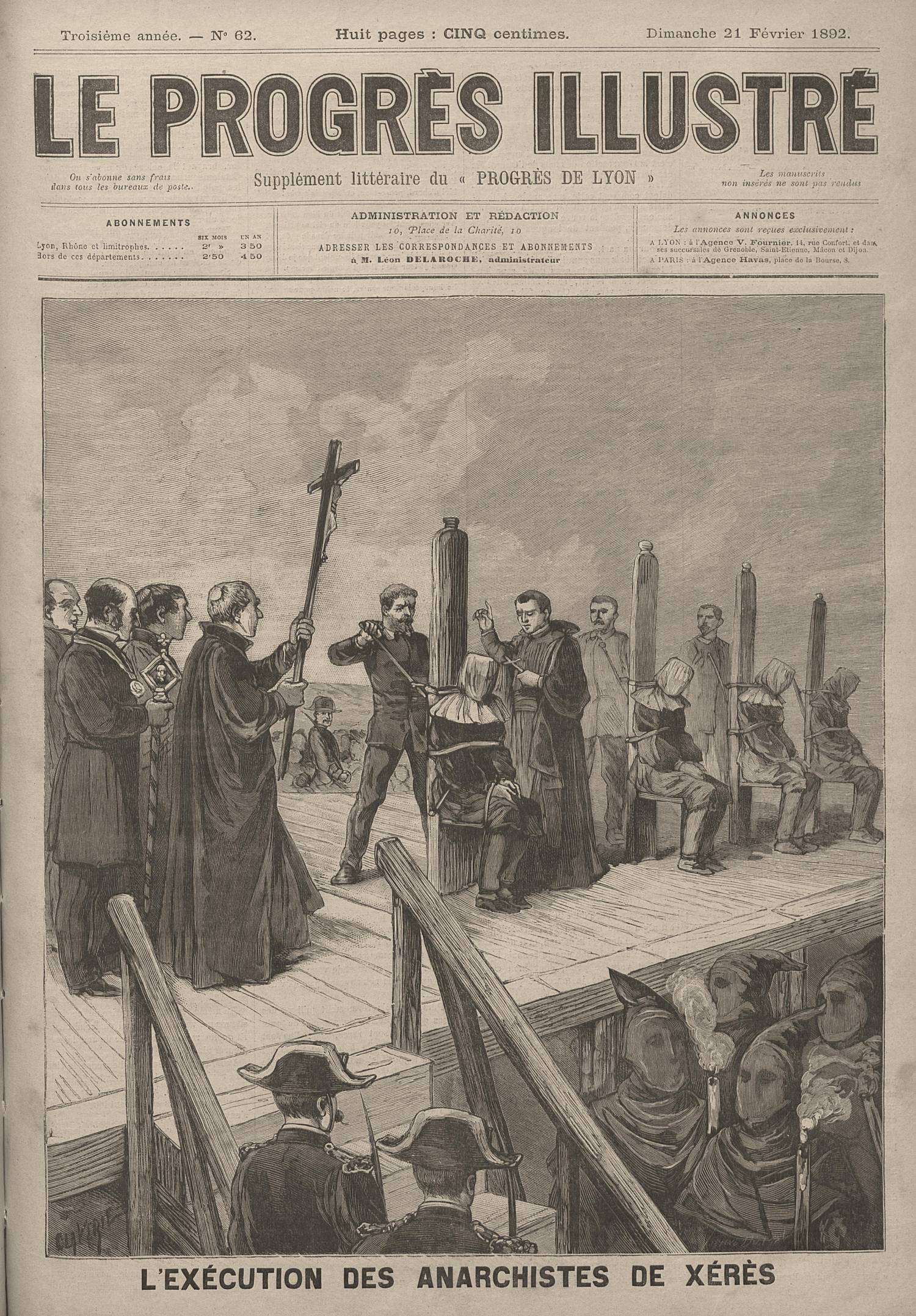
Ejecución de los condenados por la revuelta anarquista de Jerez de la Frontera de 1892. Ilustración del periódico francés Le Progrès Illustré.

Con la disolución en 1888 de la Federación de Trabajadores de la Región Española (FTRE) quedó abierto «el camino para el predominio de las acciones individuales de carácter terrorista, para la propaganda por el hecho que habría de proliferar en la década siguiente» y que tuvieron como escenario principal la ciudad de Barcelona. El desencadenante de esta oleada de terrorismo anarquista fueron los sucesos ocurridos en Jerez de la Frontera en la noche del 8 de enero de 1892 durante la cual unos 500 campesinos trataron de tomar la ciudad, al parecer para liberar a unos compañeros presos en la cárcel. Dos vecinos y uno de los asaltantes murieron, desatándose a continuación una represión indiscriminada sobre las organizaciones obreras anarquistas andaluzas —cuatro obreros fueron ejecutados tras un consejo de guerra, y dieciséis más fueron condenados a cadena perpetua; todos ellos denunciaron que las confesiones habían sido obtenidas mediante torturas—.
Sin embargo los primeros atentados en Barcelona habían tenido lugar antes de los «sucesos de Jerez» e incluso eran anteriores a la disolución de la FTRE. La primera bomba explotó en 1884 y entre ese año y 1890 estallaron hasta veinticinco artefactos, en su mayoría en empresas o viviendas de patronos, causando dos muertos y varios heridos. La primera víctima mortal se produjo en un atentado perpetrado el 5 de junio de 1884 contra un almacén de la Rambla de Santa Mónica cuyos obreros estaban en huelga. Murió un mozo de estación de 15 años de edad que resultó despedazado cuando intentó averiguar qué era el extraño objeto envuelto en un pañuelo que se encontraba en el suelo y que en ese momento explotó. El criminal nunca fue encontrado y los obreros en huelga volvieron inmediatamente al trabajo como muestra de solidaridad. La segunda víctima mortal fue un empleado de setenta años que murió a consecuencia de la bomba que estalló el 17 de enero de 1889 en un rellano de la escalera del edificio en el que residía su patrón. Tampoco en esta ocasión se halló al culpable.
En 1891 hubo catorce explosiones, una de las cuales, ocurrida en el municipio de Sant Martí de Provençals, causó la muerte al anarquista que estaba preparando la bomba para un atentado. Al año siguiente, se redujeron los atentados, pero fue entonces cuando estalló el «petardo» en la Plaza Real.
El día anterior, 8 de febrero, se habían producido detenciones cuando un grupo de unos doscientos obreros habían penetrado en una fábrica de zapatos de la villa de Gràcia para obligar a sus trabajadores a que se pusieran en huelga en señal de protesta por los sucesos de Jerez. Una octavilla que llevaba uno de los obreros detenidos decía:

Un nuevo y horroroso y cínico asesinato van a cometer los ladrones de nuestro trabajo, llevando al cadalso a cuatro obreros anarquistas de Jerez. ¡Ojo por ojo y diente por diente! ¡Venganza, contra la burguesía! Los que van a subir al patíbulo son los hermanos nuestros que cansados de sufrir la infame explotación capitalista se sublevaron. No son asesinos; si mataron a un burgués hicieron un acto de justicia. Pero la burguesía quiere beber nuestra sangre, no se contenta con chupar nuestro sudor… Pues bien: nosotros debemos responder también con el terror, con el fuego y con la muerte. Debemos matar a los burgueses como si fueran perros rabiosos; ellos lo quieren; son hienas. En el corazón el odio, y en la mano un arma. […] ¡Viva el Terror!
Los anarquistas

## El atentado

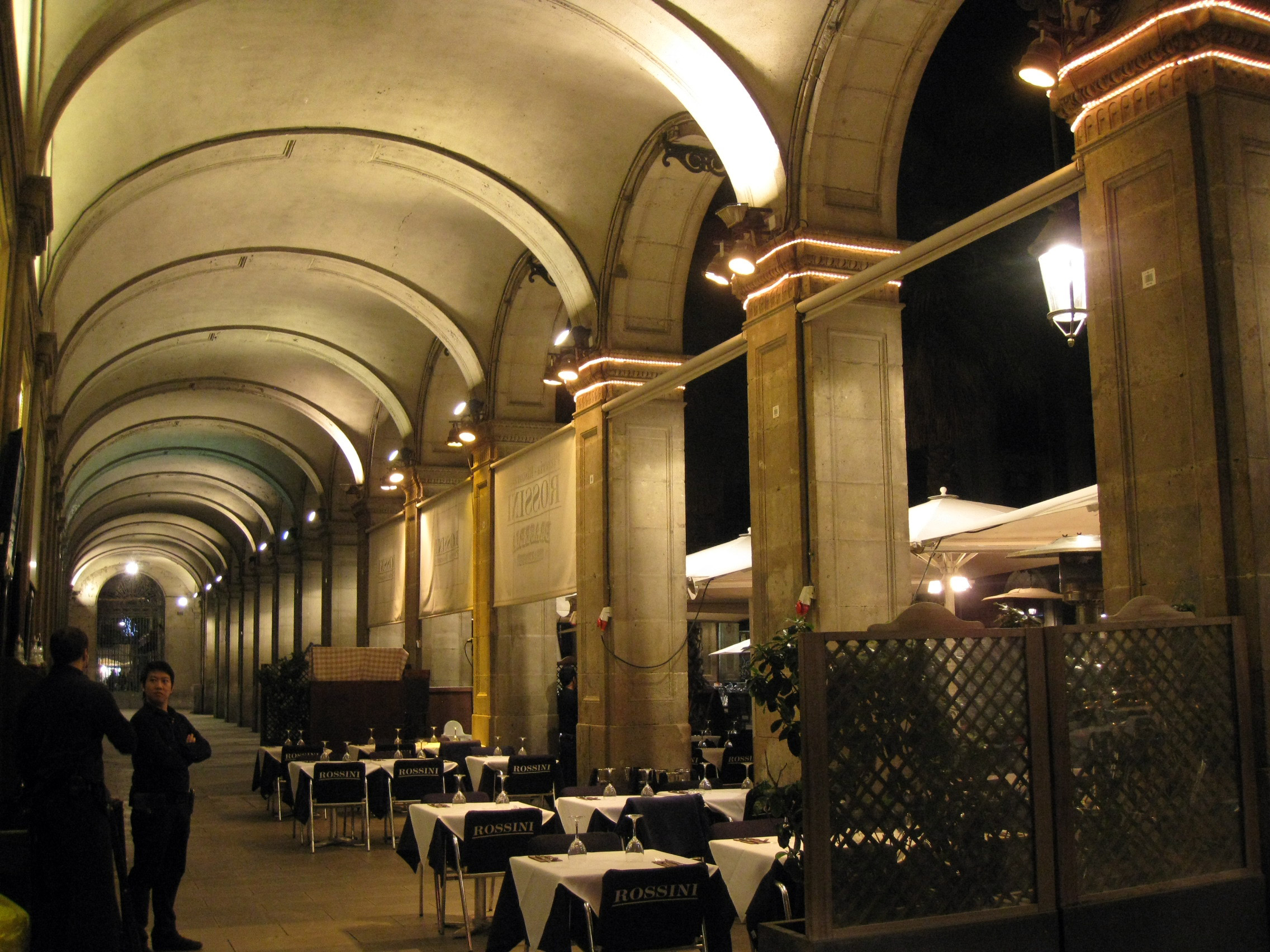
Soportales de la Plaza Real junto a los cuales fue colocada la bomba.

El 9 de febrero de 1892, la víspera de la ejecución de los anarquistas de Jerez, estalló una bomba en la Plaza Real de Barcelona, matando a una persona de cuarenta años, que no pudo ser identificada pero que se supuso que era un trapero, e hiriendo a varias personas, entre ellas una sirvienta, María Rosa Cardona, a la que hubo que amputar una pierna, y su novio, un cargador de muelle. La bomba había sido puesta en uno de los macizos de jardinería de la plaza junto a los soportales y estalló a las siete y media de la tarde cuando estaba muy concurrida. Según el historiador Josep Termes, la bomba «se colocó en el lugar habitual de reunión de la policía secreta».
El El Porvenir Anarquista —un periódico muy radical fundado tres meses antes y que se había caracterizado por su exaltación de la violencia y el robo— fue clausurado y sus redactores detenidos. El periódico se editaba en francés, italiano y español, debido a la nacionalidad de las personas que escribían en él. Entre ellas se encontraba el francés Paul Bernard, panadero de treinta años de edad, que se había instalado en Barcelona después de haber sido condenado en rebeldía en Francia por su actividad anarquista, cumplir parte de la condena y ser amnistiado —en 1894 sería absuelto en el famoso juicio de los treinta—. Otro destacado miembro de la redacción de El Porvenir Anarquista era el italiano Paolo Schicchi, veintiséis años e hijo de una familia siciliana acomodada, a quien el gobierno italiano consideraba un sujeto peligrosísimo y que había publicado en Ginebra, de donde fue expulsado, dos números del periódico Pensiero e Dinamite en el que había escrito:

Para que la revolución social triunfe completamente hay que destruir a toda esa raza de ladrones y asesinos que llamamos burguesía. Mujeres, viejos, niños, todos deben ser ahogados en sangre. […] Hay que purificar la familia humana y librarla de esta estirpe corrompida y malvada, podrida y cruel, que en la humanidad tiene la misma función que el diente venenoso en la víbora.

El semanario anarquista La Tramontana fundado en 1881 por Josep Llunas i Pujals condenó de forma rotunda el atentado:

No podemos creernos que sea anarquista el que prendió el petardo de la Plaza Real. [...] [Ha sido un acto] propio de salvajes, que no podemos atribuir más que a encubiertos enemigos de la clase trabajadora; así lo dijimos en Mayo; así lo hemos declarado en reuniones públicas y por todas partes, y así lo repetimos hoy: el disparo de petardos es una cobardía [...] Puede glorificarse hasta al heroísmo a quien se juega la vida cara a cara por una idea generosa; puede explicarse y hasta alabarse si se quiere lo de Jerez, pero nunca podrá ni atenuarse lo que en la sombra prepara un mal que no sabe a quién tocará.

## Consecuencias
El culpable o culpables del atentado nunca fueron hallados. La causa fue sobreseída por la Audiencia de Barcelona en julio de 1893, nueve meses después de haber puesto en libertad a los redactores de El Porvenir Anarquista, aunque Bernard aun pasó cierto tiempo en prisión por haberse hallado en su casa «dos grandes petardos», según un informe de la policía. Schicchi, que se había quejado al cónsul italiano en Barcelona de que el gobierno español era medio bárbaro («un lamento algo sorprendente en su pluma», apostilla el historiador Juan Avilés Farré), regresó a Italia, donde cometió un atentado sin víctimas en el consulado español en Génova, según él para vengar la muerte en prisión de una mujer embarazada salvajemente golpeada y que al parecer era la compañera de Bernard.
La Fiscalía del Tribunal Supremo y el Ministerio de la Gobernación emitieron el 6 de abril una nota en la que se instaba a los gobernadores civiles a que extremaran el control de las asociaciones legales existentes y a que no toleraran excesos en los mítines, recordando la sentencia del Tribunal Supremo de 1884:

La Asociación fundada en la anarquía y el colectivismo con el propósito de emprender y sostener la lucha del trabajo contra el capital, y de los trabajadores contra la burguesía, es contraria a la moral pública, pues contradice la autoridad y la propiedad industrial.